# 1001 Knights
1001 Knights (1001 ナイツ) là bộ manga mới của tác giả Yukiru Sugisaki - người đã từng rất nổi tiếng qua bộ truyện D.N.Angel và Lagoon Engine. Chương đầu tiên của manga xuất hiện lần đầu tại Nhật trên tạp chí nguyệt san Monthly Asuka vào ngày 23 tháng 6 năm 2012 và đến nay đã xuất bản được 6 tập hoàn chỉnh. Bộ truyện hiện vẫn đang được tác giả ra chương mới vào ngày 24 mỗi tháng trên các số báo của Asuka.

## Cốt truyện
1001 Knights là chuyến phiêu lưu của hai anh em sinh đôi Fuuga Naito và Fuuga Yuta vào thế giới Nghìn lẻ một đêm. Mặc dù là song sinh, Naito và Yuta hoàn toàn không giống nhau cả về ngoại hình lẫn tính cách: trong khi người anh Naito hiền lành, tốt bụng thì cậu em trai Yuta lại khá là sốc nổi và hay vướng vào các cuộc gây lộn. Hai anh em từ khi còn rất nhỏ đã phải nương vào công việc thám tử để sống qua ngày khi người bố Shinra thường phải đi làm xa. Vào một ngày nọ, người chú của hai anh em đến thăm và báo tin Shinra đã mất tích. Quá lo lắng cho bố, hai anh em đã quyết định cùng nhau đến Dubai - một trong các tiểu vương quốc Ả rập thống nhất để tìm tung tích người cha. Trong cái đêm định mệnh ấy, một người bí ẩn đã tấn công hai anh em và đưa họ đến với một thế giới mới: thế giới của câu chuyện Nghìn lẻ một đêm thần thoại. Giờ đây, Naito và Yuta phải tìm cách để tìm lại được nhau và đối diện với sự thật đằng sau số phận của chính mình: họ chính là kiếp sau của công chúa và hoàng tử hai vương quốc thù địch trong thế giới ấy.

## Nhân vật chính

### Naito Fuuga
Người anh trai trong cặp song sinh. Một cậu học sinh 16 tuổi hiền lành và tốt bụng. Naito đảm nhiệm các công việc tìm kiếm. Do có một khuôn mặt khá xinh xắn và ngoại hình nhỏ con nên nhiều người vẫn hay tưởng nhầm cậu là con gái. Naito chính là đầu thai của Alnilam (アルニラム Aruniramu) - nàng công chúa cấm kỵ của vương quốc Fedina. Dấu ấn của cậu nằm bên ngực trái.Cộng thêm rằng cậu chính là Alnilam của kiếp trước người mà Rubaiyat yêu sâu đậm kiếp trước, cậu và Rubaiyat yêu nhau sâu đậm. Rubaiyat chỉ quan tâm mình cậu, yêu nhau quên mất thời gian ngàn năm Rubaiyat vẫn chung thủy với cậu, dẫu kể cậu không nhớ nhưng cậu đã nhận ra cảm xúc của cậu đã yêu Rubaiyat rồi.Tình yêu không phân biệt giới tính và tình yêu của cậu và anh cũng vậy không phân biệt dẫu vậy cậu đã chợt nhận ra rằng cậu đã yêu Rubaiyat

### Yuta Fuuga
Người em trai trong cặp song sinh. Cậu chịu trách nhiệm giải quyết các công việc đòi hỏi cơ bắp và thể lực nên thường hay dính vào các vụ gây lộn. Yuta chính là đầu thai của Saif (サイフ Saifu) - chàng hoàng tử được tiên đoán là sẽ trở thành vị Vua đem đến sự suy vong cho cả thế giới. Dấu ấn của cậu nằm bên ngực phải.

### Arthur Ensheko
Arthur là một người đàn ông trẻ tuổi giàu có và cực kỳ ăn diện, đồng nghiệp thân thiết của bố Shinra của hai anh em nhà Fuuga. Anh chính là người thuyết phục hai anh em đến Dubai để tìm tung tích về cha mình. Arthur rất quý Naito, nhiều lần khen cậu "dễ thương", trong khi với Yuta, hai chú cháu có vẻ không hợp nhau là mấy. Dấu ấn của Arthur nằm bên cánh tay phải.

### Rubaiyat
Người kỳ lạ xuất hiện từ trong dấu ấn của Naito khi cậu bị Arif Laila tấn công. Rubaiyat là một vị thần đèn đã yêu công chúa Alnilam từ hàng ngàn năm trước. Khi biết Alnilam đã đầu thai thành con trai và mất hết mọi ký ức về quá khứ, Rubaiyat vẫn một mực chung thủy với Naito, luôn ở bên bảo vệ cậu và cố gắng tìm cách giúp Naito nhớ lại kiếp trước của mình. Anh đã nói rằng tình yêu thì không phân biệt giới tính, nên dù Alnilam - người anh yêu có được tái sinh lại là con trai đi nữa, anh vẫn sẽ chỉ yêu mình cô mãi mãi.yêu em Naito người anh yêu dẫu kiếp này kiếp sau dẫu em không thể nhớ được anh vẫn chỉ yêu mình em mãi mãi bảo vệ em vĩnh viễn thuộc về em anh chỉ là thần đèn của riêng em.yêu em Naito người anh yêu ngàn năm

## Truyền thông
1. ↑  "2012年8月号". Bản gốc lưu trữ ngày 2 tháng 1 năm 2015. Truy cập ngày 9 tháng 2 năm 2015.

### Số tập đã phát hành
| # | Ngày phát hành            | ISBN                                                                      |
| - | ------------------------- | ------------------------------------------------------------------------- |
| 1 | ngày 24 tháng 10 năm 2012 | 978-4-04-120513-6-C0979 calling template requires template_name parameter |
| 2 | ngày 20 tháng 2 năm 2013  | 978-4-04-120658-4-C0979 calling template requires template_name parameter |
| 3 | ngày 21 tháng 6 năm 2013  | 978-4-04-120753-6-C0979 calling template requires template_name parameter |
| 4 | ngày 26 tháng 11 năm 2013 | 978-4-04-120896-0-C0979 calling template requires template_name parameter |
| 5 | ngày 26 tháng 6 năm 2014  | 978-4-04-121130-4-C0979 calling template requires template_name parameter |
| 6 | ngày 26 tháng 12 năm 2014 | 978-4-04-102564-2-C0979 calling template requires template_name parameter |